# Vlaamsche Arbeid

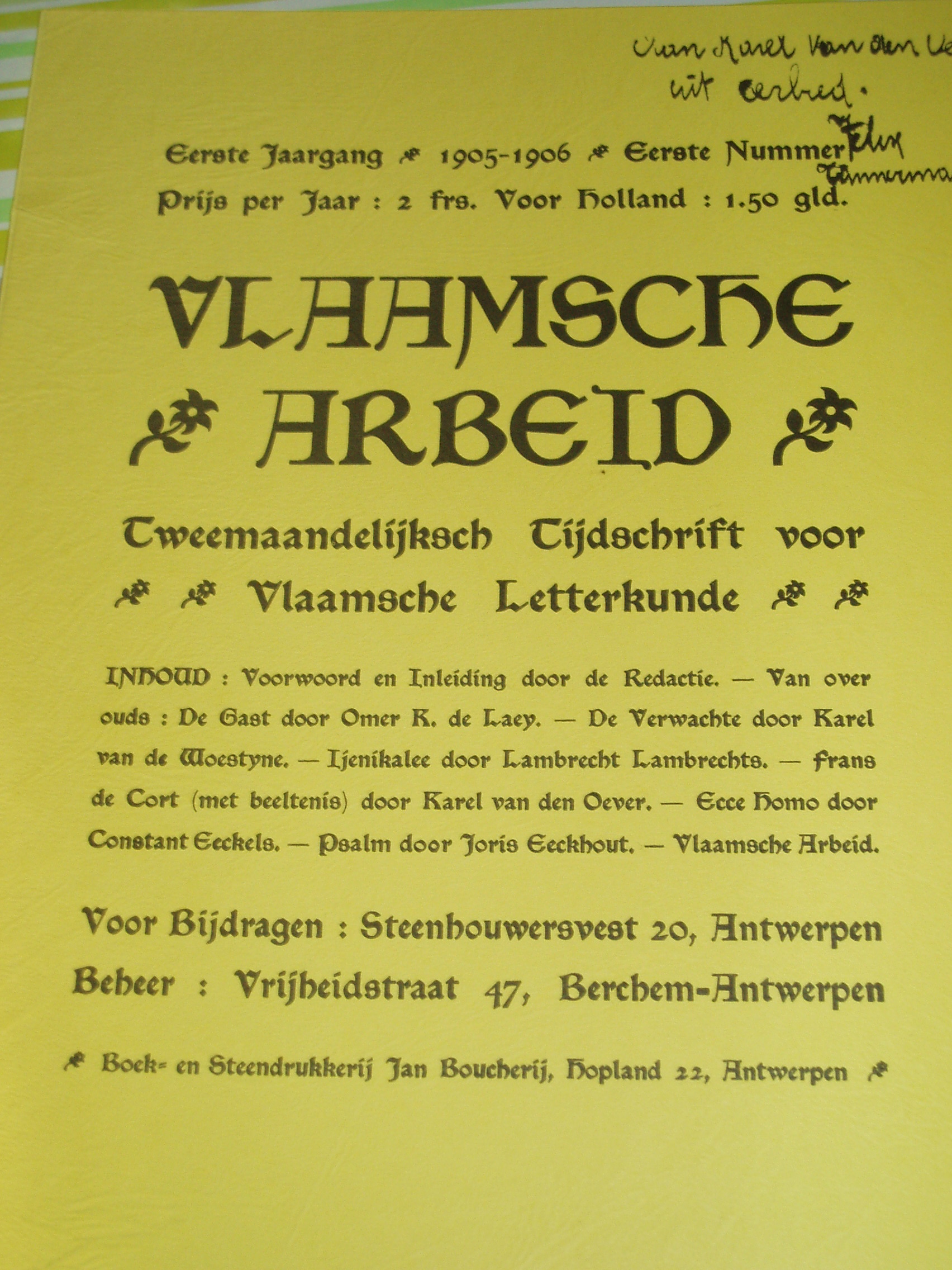
Facsimile van het eerste nummer

Vlaamsche Arbeid (1905-1914 en 1919-1930) was een Vlaams literair tijdschrift.
Vlaamsche Arbeid is de voortzetting van het Antwerpse studententijdschrift Jong Antwerpen. Voor de Eerste Wereldoorlog was Vlaamsche Arbeid vooral katholiek, neoromantisch. Na de oorlog, onder de redactiesecretaris Jozef Muls, stond het blad open voor jonge expressionistische schrijvers zoals Gaston Burssens en Paul van Ostaijen.
Redactieleden: Jozef Muls, Karel van den Oever, Felix Rutten, Jan Hammenecker, Alfons Jeurissen, Floris Prims, Jan van Nijlen, André de Ridder.
Bijdragen konden gestuurd worden naar: Harmoniestraat 43, Antwerpen.
Het adres van het Beheer was: Statiestraat 84, Berchem Antwerpen.
Werken werden gedrukt bij: Boekdrukkerij, Renaat Meyers, Milisstraat 86, Borgerhout Antwerpen.
De belangrijkste medewerkers van Vlaamsche Arbeid waren: Willem Elsschot, Karel van den Oever, Jan van Nijlen, Felix Timmermans, August van Cauwelaert en Ernest Claes.